# توماس هنري باركلي
توماس هنري باركلي هو سياسي كندي، ولد في 12 أكتوبر 1753 في نيويورك في الولايات المتحدة، وتوفي في 21 أبريل 1830. انتخب عضو مجلس نواب نوفا سكوتيا.